# Військовий музей (Лісабон)
Військовий музей Лісабону (порт. Museu Militar de Lisboa) — історичний музей в Лісабоні, присвячений військовій історії Португалії.
Військовий музей Лісабона має величезну і цінну музейну спадщину. Його почали організовувати у 1842 р. у «Королівському арсеналі армії» барона де Монте Педрала з метою зберігання та збереження військового матеріалу. За правління Д. Марії II, Королівським указом від 10 грудня 1851 р. установу було перейменовано в Музей артилерії, ця назва зберігалася до 1926 року, відколи музей отримав сучасне найменування.

## Колекція
Основу колекції музею становлять зразки зброї з часів раннього середньовіччя до першої світової війни, унікальне зібрання гармат, твори мистецтва з зображенням сцен баталій, портретів полководців та ін. Музей містить також велику виставку обмундирування та історичних військових документів.
Наприкінці ХІХ — на початку ХХ століття перший директор музею генерал Жозе Едуарду Кастельбранку запровадив виставку художніх творів і прикрасив нові зали творами кращих художників того часу. Зокрема, колекція бронзових артилерійських фігур вважається однією з найповніших у світі. Відповідні скульптури є дорогоцінними історичними документами, як за їх геральдичними символами, так і за орнаментами у стилі часів відповідних ливарників. Також заслуговують на увагу фрагменти скульптури, виконані Дельфімом Майя (порт. Delfim Maya), Рафаелем Бордалу Піньєйру (порт. Rafael Bordalo Pinheiro) та Жозе Нунціу (порт. José Núncio).
Військовий музей Лісабона має величезну колекцію картин, найвідоміших імен у португальському живопису кінця 19 — початку 20 століть, таких як Адріано Соуса Лопес (порт. Adriano Sousa Lopes), Колумбану Бордалу Піньєйру (порт. Columbano Bordalo Pinheiro), Жозе Мальйоа (наприклад, картина «Ilha dos Amores»), Карлос Рейс (порт. Carlos Reis), Велосо Сальгадо (порт. Veloso Salgado).
Зал Васко да Гама виділяється колекцією старовинних гармат та сучасних фресок, що представляють відкриття морського шляху до Індії. В інших залах описується еволюція зброї в Португалії, від крем'яних клинків до списів і рушниць. У дворі розташовані зразки середньовічних гармат. Всього музей налічує близько 26 000 експонатів.

## Галерея

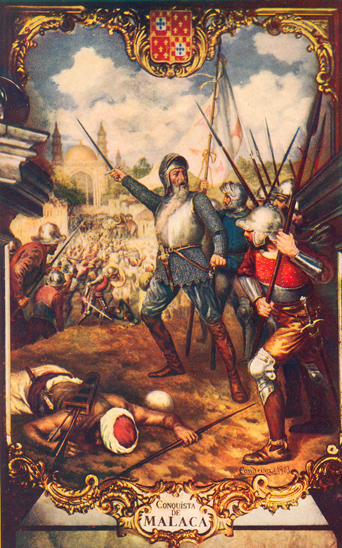
"Conquest of Malacca" (1903), Ернесто Кондейкса
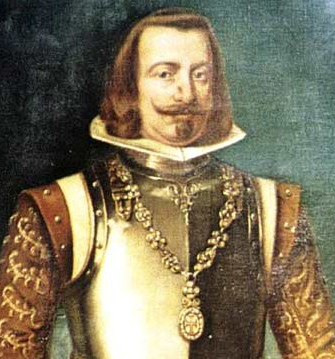
Король Португалії Жуан IV
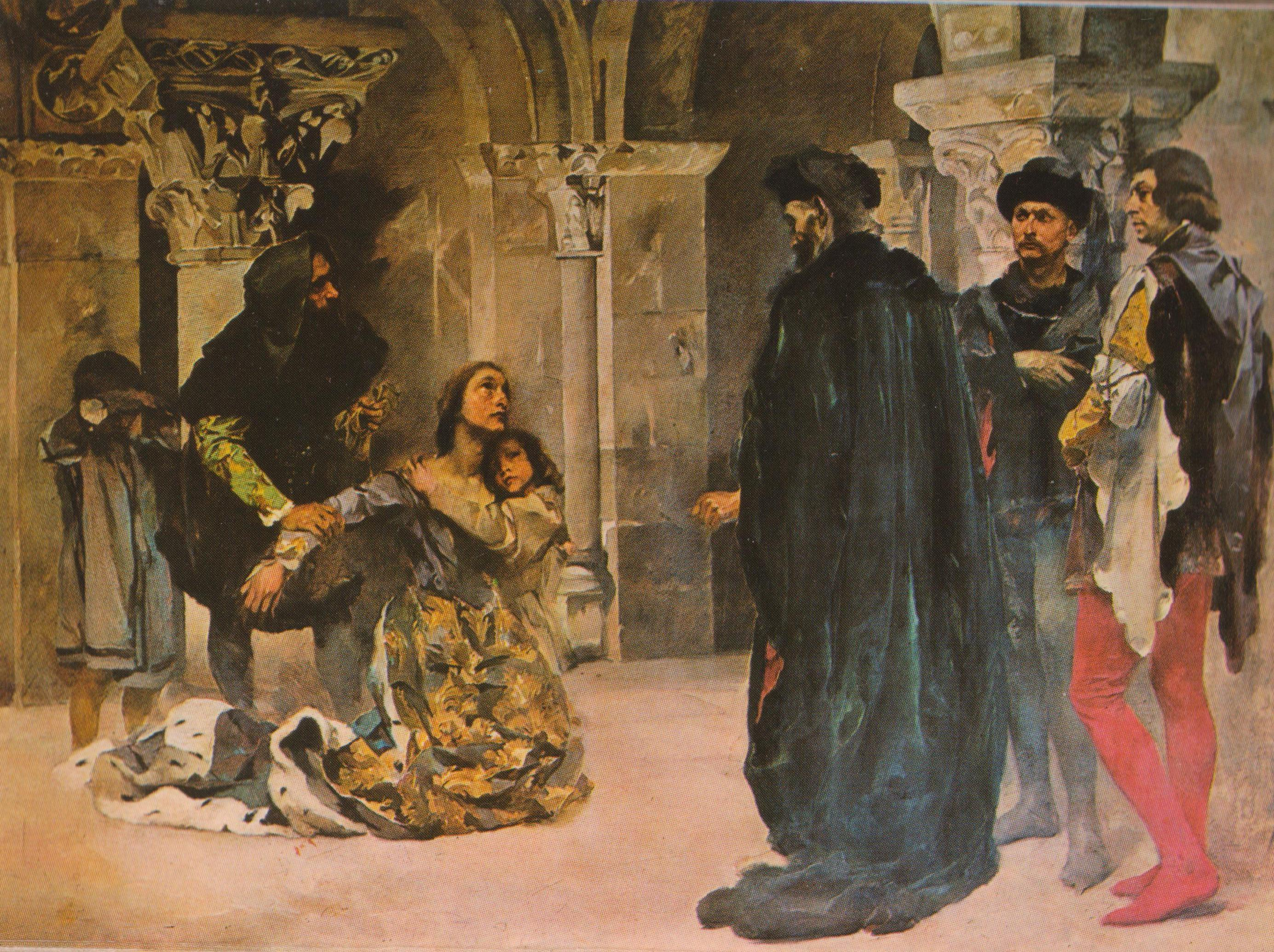
"Drama de Inês de Castro", Колумбану Бордалу Піньєйру
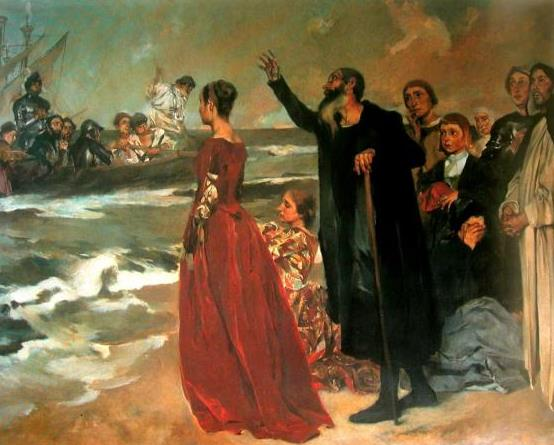
"O Velho do Restelo", Колумбану Бордалу Піньєйру
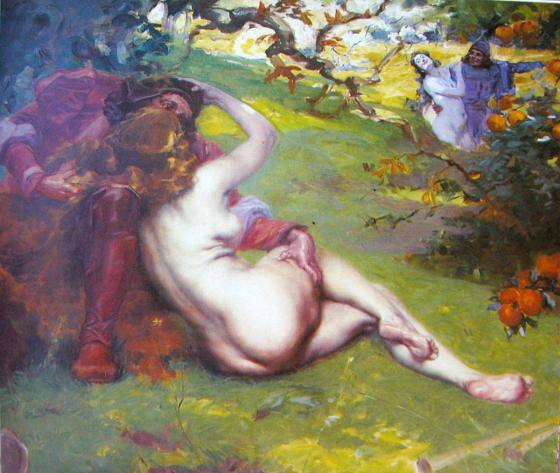
"Ilha dos Amores", Жозе Мальйоа
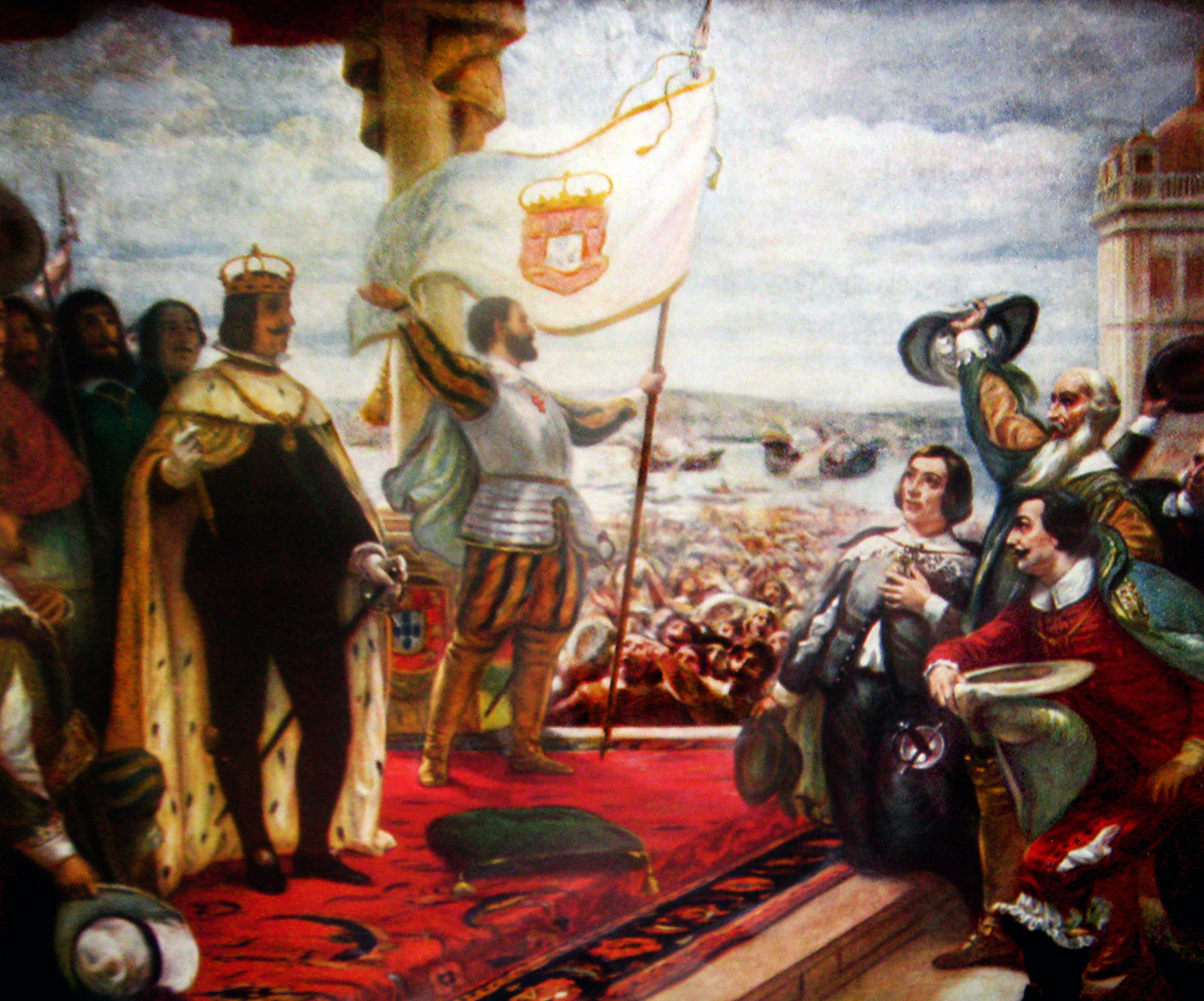
"Коронація короля Жуана IV" (1908), Велосо Сальгадо
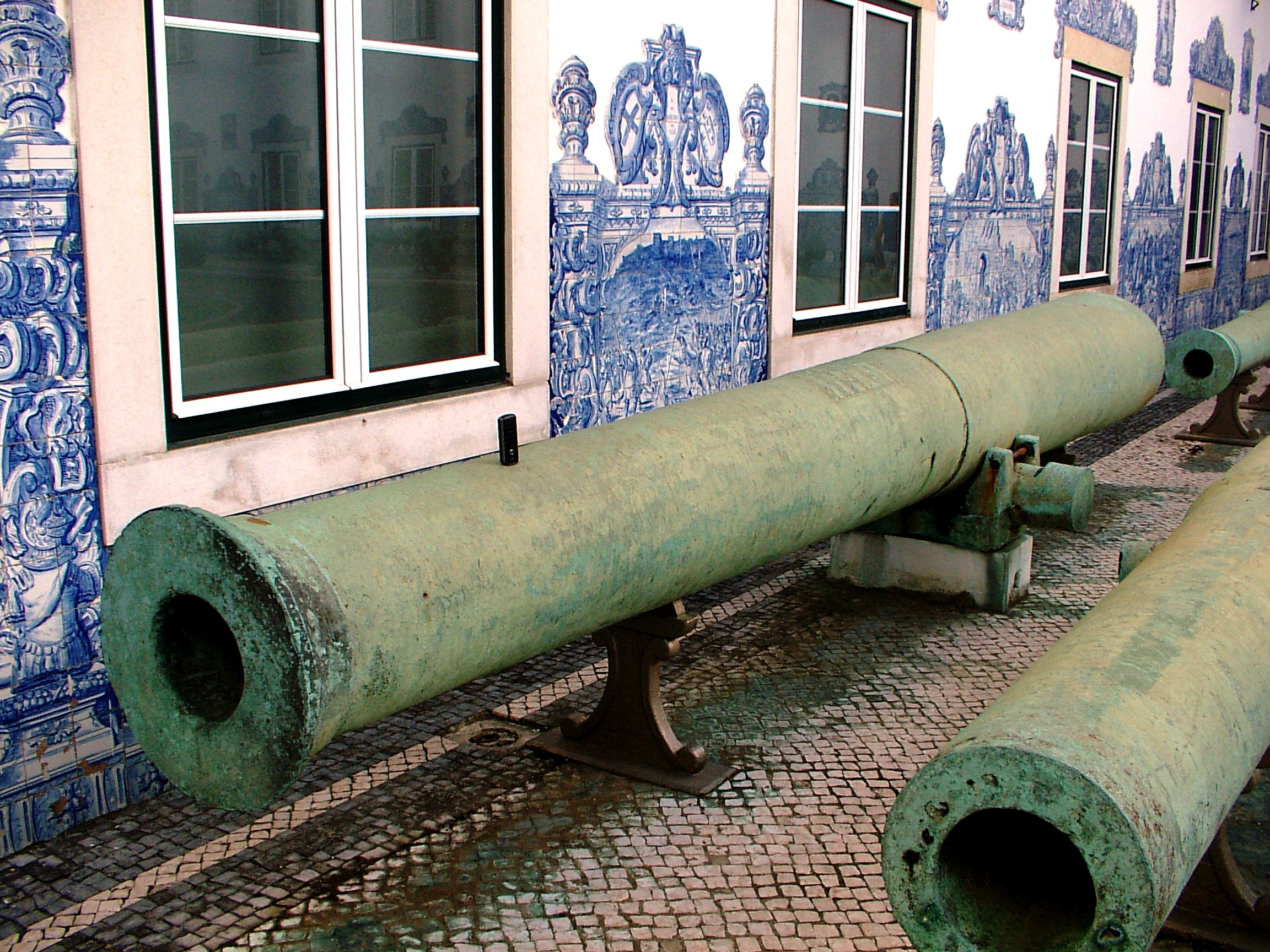
Гармати на внутрішньому дворі
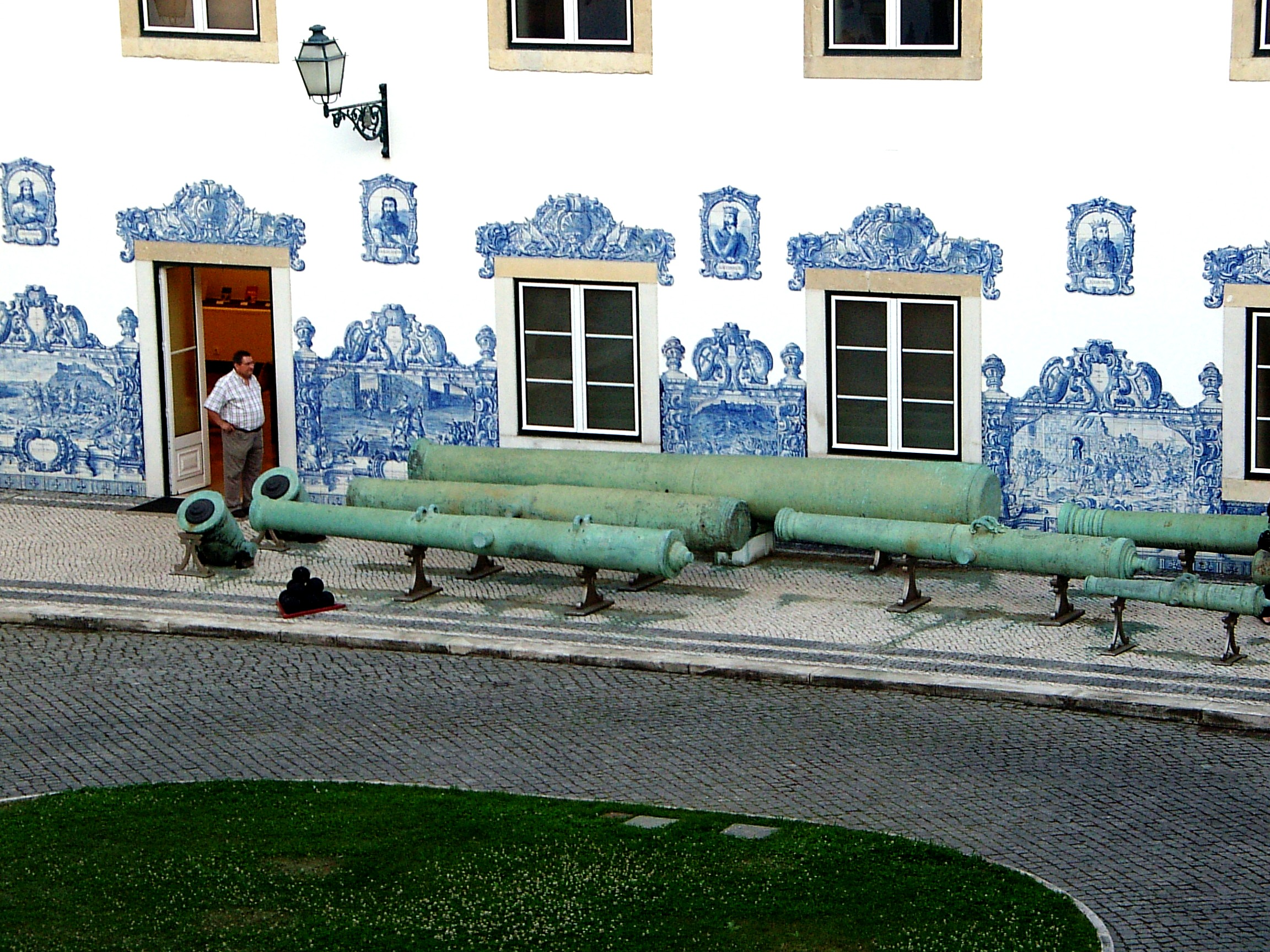
Вид на внутрішній двір
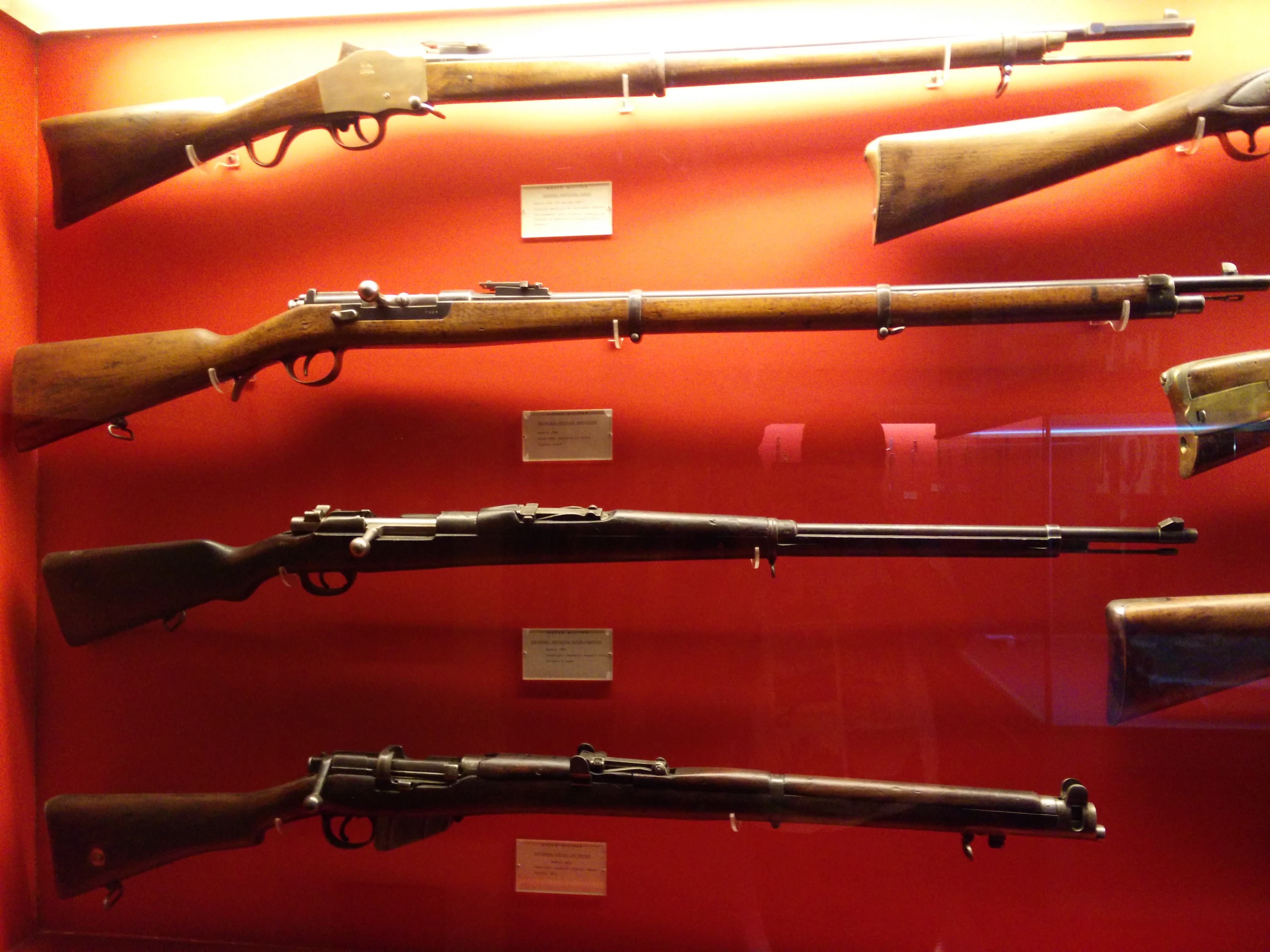
Стрілецька зброя
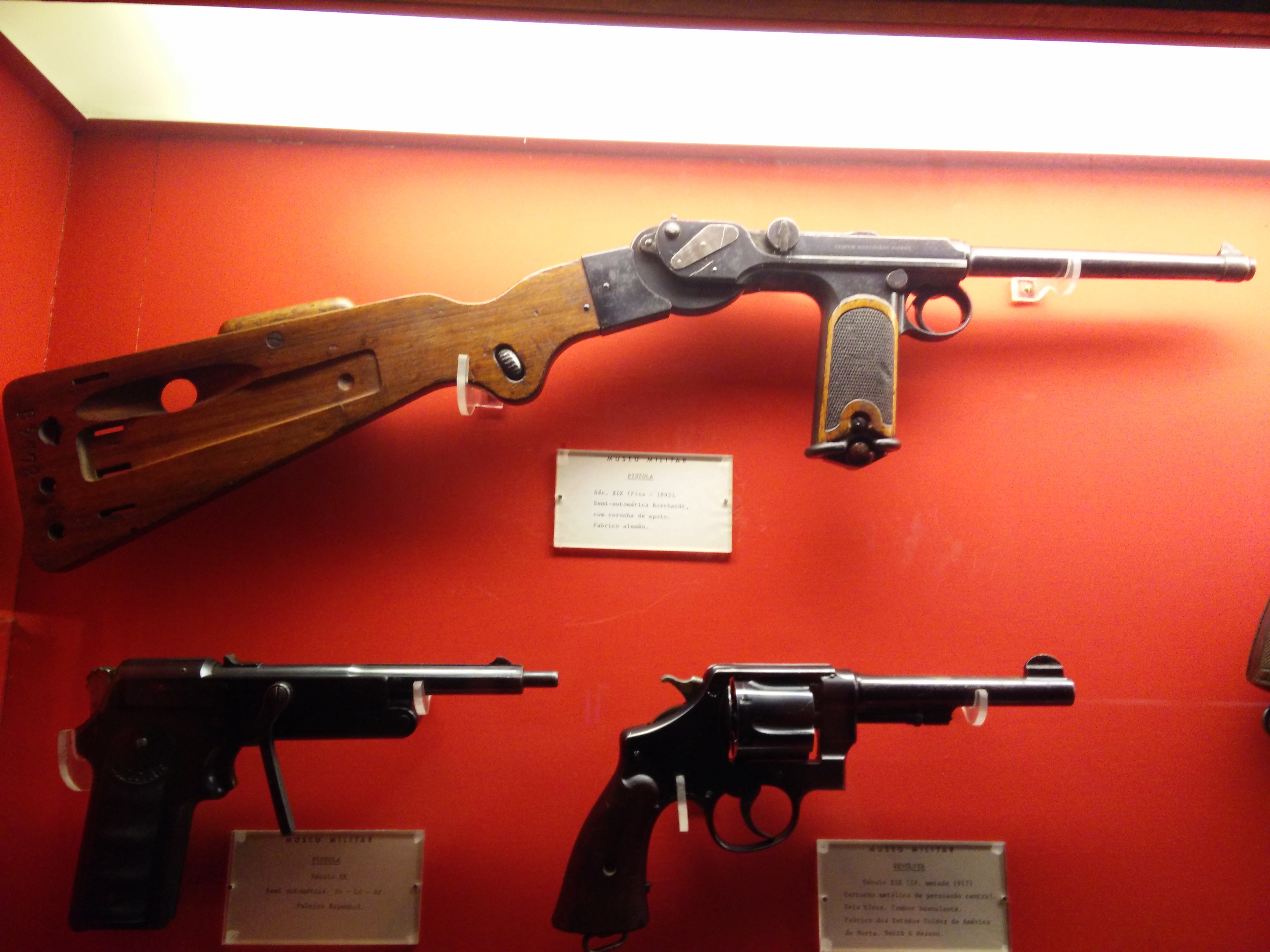